# Arctosa subamylacea
Arctosa subamylacea là một loài nhện trong họ Lycosidae.
Loài này thuộc chi Arctosa. Arctosa subamylacea được Friedrich Wilhelm Bösenberg & Embrik Strand miêu tả năm 1906.